# Piz Tremoggia
O Piz Tremoggia, literalmente "três monges" (em italiano:  Pizzo delle Tre Mogge),  com  3 441 m de altitude, encontra-se  no Maciço Bernina nos Alpes e fica na Itália na Lombardia, e na Suíça em Engadine, no cantão dos Grisões.
A ascensão faz-se a partir do refúgio  Longoni (2450 m) ou pelo bivouac Colombo Aurora Bijelich (3170 m).

## Linha de separação
O Piz Tremoggia faz de fronteira Itália-Suíça e também serve de linha de separação de águas entre o Mar Negro e o Mar Adriático